# Giovanni Di Stefano (geologo)
Giovanni Di Stefano (Santa Ninfa, 25 febbraio 1856 – Palermo, 3 gennaio 1918) è stato un geologo e paleontologo italiano.

## Biografia
Laureatosi in scienze naturali all'Università di Palermo nel 1882, Di Stefano è stato prima allievo e poi assistente di Gaetano Giorgio Gemmellaro, presso la cattedra di geologia e mineralogia, dove sarebbe rimasto fino al 1890. Nel frattempo, però, una volta conseguita la laurea, aveva trascorso un anno a Vienna, dove si era perfezionato in paleontologia con i professori Melchior Neumayr e Eduard Suess.
Dal 1890 al 1913 ha lavorato nel Regio Ufficio geologico, dedicandosi in modo particolare alle rilevazioni stratigrafiche funzionali alla stesura della Carta geologica del Regno d'Italia e alla catalogazione delle collezioni dei fossili, peraltro dirigendo, dal 1896, il neo-istituito Gabinetto paleontologico nel Museo Agrario Geologico. Nel 1913, vincendo il relativo concorso, ha ottenuto la cattedra di geologia presso l'ateneo di Catania, per poi passare, nel 1914, alla scomparsa di Gemmellaro, alla pari cattedra dell'Università di Palermo. 
Autore di oltre sessanta pubblicazioni scientifiche, Di Stefano si è occupato di diversi periodi geologici, con particolare riferimento alle evidenze perpetuatesi in Sicilia. I suoi studi sul Triassico siciliano hanno offerto una visione d'insieme lineare, in grado di dare un'attenta lettura della questione dei presunti carreggiamenti, tanto da confutare e quindi rettificare gli esiti degli studi compiuti da Maurice Lugeon e Émile Argand. Per il periodo Giurassico, si è occupato di fauna fossile, e segnatamente di coralli, cefalopodi e gasteropodi, in particolare provenienti da Palazzo Adriano, nonché delle strutture relative ai calcari peculiari di Termini Imerese. Ha chiarito il valore cronologico delle lucine (grossi bivalvi), dando il la ai successivi sviluppi nelle osservazioni scientifiche sul Lepidocyclina. Studiandone, infine, le cospicue collezioni di rocce e di fossili, ha permesso l'appronfondimento delle fasi e vicende, in Egitto e in Medio Oriente, del cretaceo e dell'eocene. 
Socio, fra le altre, dell'Accademia dei Lincei, dell'Accademia delle Scienze di Torino e dell'Accademia Gioenia di Catania, Di Stefano è stato presidente sia della Società di scienze naturali ed economiche di Palermo sia, nel 1908, della Società Geologica Italiana.

## Pubblicazioni principali

### Memorie e Note
- Sopra altri fossili del titonio inferiore di Sicilia, Tip. Amenta, Palermo 1883.
- Osservazioni stratigrafiche sul pliocene e sul postpliocene di Sciacca, s.e., Roma 1889.
- L'eta dei tufi calcarei di Matera e di Gravina e il sottopiano materino m. e., (scritto con C. Viola), Tip. Nazionale, Roma 1892.
- La punta delle pietre nere presso il lago di Lesina in provincia di Foggia, (scritto con C. Viola), Tip. Nazionale, Roma 1893.
- Studi stratigrafici e paleontologici sul sistema cretaceo della Sicilia, (vol. 4 delle Memorie di paleontologia curate da M. Canavari), Tip. Nistri, Pisa 1898.
- Il Malm in Calabria, s.e., Bologna 1900.
- Il calcare con grandi Lucine dei dintorni di Centuripe in provincia di Catania, Tip. C. Galatola, Catania 1903.
- Cenno storico sullo sviluppo degli studi geologici in Sicilia, Tip. Cuggiani, Roma 1910.
- Intorno ad alcune faune cretaciche del deserto arabico, Tip. dell'Accademia dei Lincei, Roma 1912.
- La Dolomia principale dei dintorni di Palermo e di Castellammare del Golfo (Trapani), (vol. 18 delle Memorie di paleontologia curate da M. Canavari), Tip. Nistri, Pisa 1912.
- Le Richthofenia dei calcari con Fusulina di Palazzo Adriano nella valle del fiume Sosio, Tip. Nistri, Pisa 1914.
- Osservazioni sul Cretaceo e sull'Eocene del deserto Arabico e di El-Sibaiya nella valle del Nilo, s.e., Roma 1920.

### Monografie
- Sul Lias inferiore di Taormina e de' suoi dintorni, Tip. Amenta, Palermo 1886.
- L'eta delle rocce credute triassiche del territorio di Taormina, 2 voll., Tip. Amenta, Palermo 1887.
- Il Lias medio del M. San Giuliano (Erice) presso Trapani, s.e., Catagnia 1891.
- Guida geologica dei dintorni di Taormina, (scritta con E. Cortese), Tip. dei Lincei, Roma 1891.
- Il calcare con grandi Lucine dei dintorni di Centuripe in provincia di Catania, Tip. Galatola, Catania 1903.
- Osservazioni geologiche nella Calabria settentrionale e nel circondario di Rossano, a cura del R. Ufficio geologico, Tip. Bertero, Roma 1904.
- Lezioni di mineralogia, Longo, Palermo 1905.
- I pretesi grandi fenomeni di carteggiamento in Sicilia, 2 voll., Tip. dell'Accademia dei Lincei, Roma 1907.